# Adelaide (Beethoven)

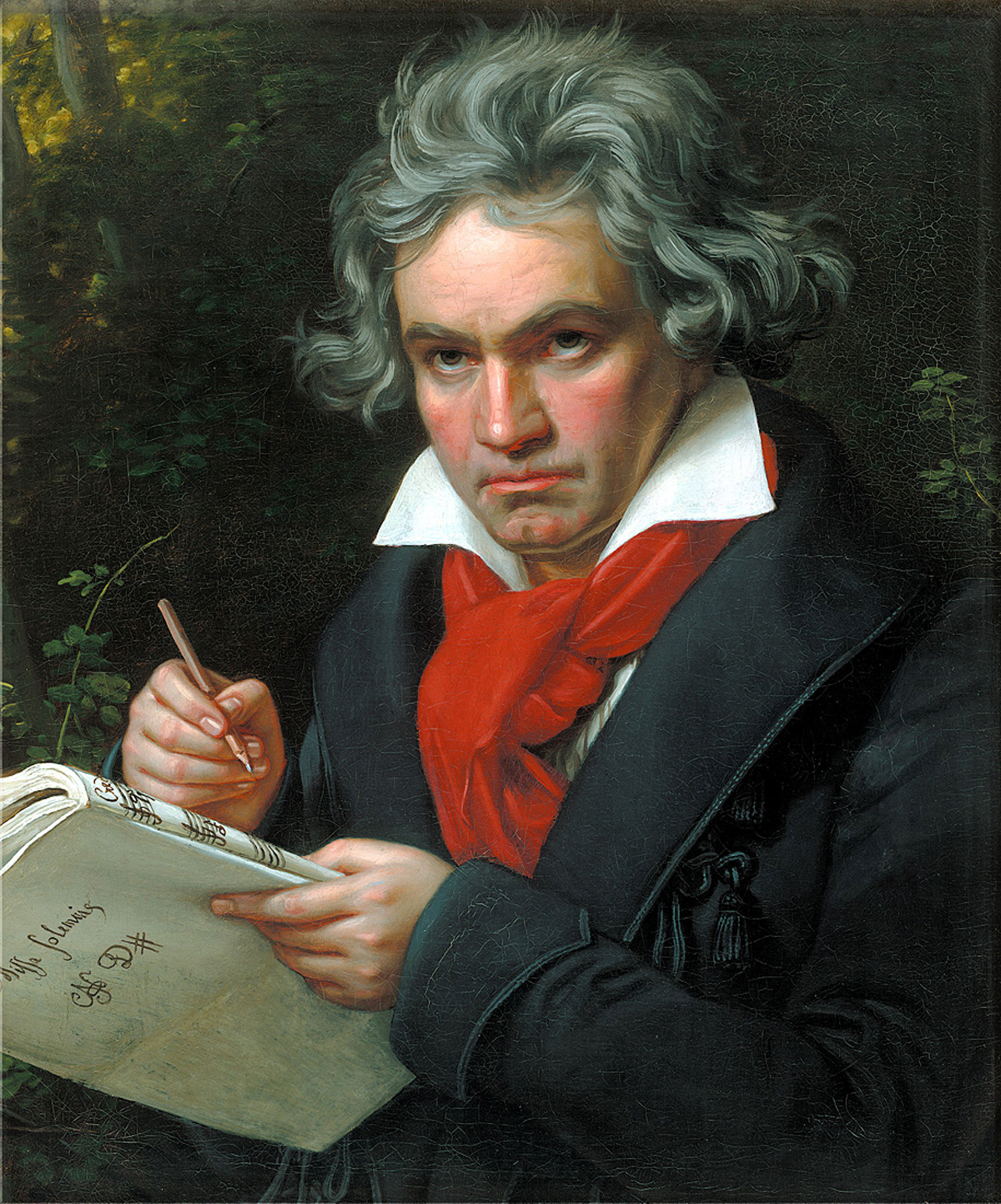
Ludwig van Beethoven

Das Kunstlied Adelaide wurde von Ludwig van Beethoven um 1795–1796 mit Klavierbegleitung als Opus 46 vertont. Es ist in B-Dur für Sopran- oder Tenorstimme geschrieben. Im 19. Jahrhundert nannte Eduard Hanslick das Lied „… das einzige Lied von Beethoven, dessen Verlust eine Lücke in dem Gemütsleben unserer Nation Volkes hinterlassen würde …“

## Formale Aspekte
Obwohl der Text aus vier rhythmisch gleichen Strophen besteht, die zudem alle mit dem Ausruf Adelaide! schließen, komponiert Beethoven kein reines Strophenlied, sondern benutzt erstmals Elemente der durchkomponierten Form. Dies zeigt sich besonders in der letzten Strophe, in der das Tempo von Larghetto zu Allegro molto wechselt.
Charles Rosen weist in seiner Analyse zudem auf Gemeinsamkeiten mit der Sonatenhauptsatzform hin.
- Exposition 1. Strophe: Das Hauptthema setzt in der Tonart B-Dur ein, und verbleibt mit reinen Dreiklängen und vereinzelten Septakkorden (F7) in kadenzüblichen Funktionstufen von Dominante (F-Dur), Subdominante (Es-Dur), und den Moll-Stufen der zweiten und dritten Stufe (c-Moll und d-Moll).
- Exposition 2. Strophe: Modulation zur Dominante F-Dur (die Kadenz schließt in F-Dur).
- Durchführung in der 3. Strophe: Das Material der Exposition wird durch mehrere Tonarten geführt.
- Reprise in der 4. Strophe: In den ersten Takten (Allegro molto) Rückkehr zu B-Dur, eine schnellere Wiederaufnahme des Beginns der Exposition. Im folgenden Notenbeispiel entspricht die erste Zeile genau den korrespondierenden Noten aus dem Allegro.

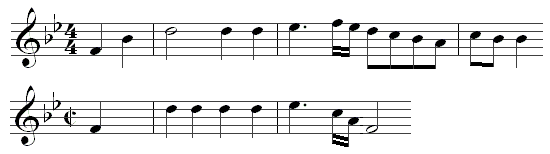
Vergleich der Themen

In zweierlei Hinsicht ist die Sonatenform freilich nicht erfüllt: Zum einen ist die Durchführung nicht wie üblich ein Abschnitt erhöhter Spannung, sondern eher entspannt. Zum anderen wird das zweite Thema der Exposition in der Reprise nicht wieder aufgegriffen. Daher kann man nur davon sprechen, dass Adelaide stark von der Sonatenform beeinflusst ist, nicht davon, dass es in Sonatenform geschrieben sei.

## Gestaltung der Klavierbegleitung
Beethovens Gestaltung der Klavierstimme spiegelt zum Teil die oben behandelte an die Sonatensatzform angelehnte formale Gestaltung, aber auch die davon unabhängige klaviertechnische Instrumentierung nach dramatischen und textbedingten Gründen wider.
In der ersten Strophe ist die Klavierbegleitung fast durchgehend in gebrochenen Dreiklängen der rechten Hand in triolischen Achtelnoten mit langgehaltenen oktavierten Basstönen der linken Hand gestaltet.
Die zweite Strophe wechselt zwischen triolischen Blockakkorden der rechten Hand mit Basstönen – aber auch Quinten oder ganzen Dreiklängen – der linken Hand und der Begleitform der ersten Strophe. Die zweite Begleitform wirkt dabei durch ihre tiefere Lage dunkler. Der Bass der linken Hand ist bewegter und in kürzeren Notenwerten gehalten als in der ersten Strophe und bringt mitunter auch eigenständig absteigende Figuren in Sekundschritten. Dabei ist der Wechsel dieser beiden Begleitformen häufig von der Textaussage motiviert. Eher dramatische Motive wie etwa bei „in der spiegelnden Flut“ sind mit Blockakkorden dargestellt, während bei „in des sinkenden Tages Goldgewölben, im Gefilde der Sterne“ die leichter wirkende Begleitform aus Strophe eins verwendet wird.
Die dritte Strophe ist ähnlich der zweiten gestaltet. Die unterschiedlich der jeweiligen Aussage kontrastierender Textpassagen angepasste Klavierbegleitung wird hier besonders im Kontrast der Stellen „Wellen rauschen – und Nachtigallen flöten“ deutlich.
Die vierte Strophe des Liedes hebt sich mit Akkorden in Vierteln oder Halben und vereinzelten aufsteigenden Dreiklangsbrechungen anfänglich deutlich vom Vorhergehenden ab. Für den Hörer ist ein deutlicher Bruch innerhalb des bisher eher triolisch fließenden Verlaufs deutlich hörbar. Im weiteren Verlauf werden aber wieder auch die aus Strophe eins und zwei vertrauten Begleitformeln angewandt.

## Text
Der Text ist ein frühromantisches Gedicht von Friedrich von Matthisson (1761–1831):
Einsam wandelt dein Freund im Frühlingsgarten,

Mild vom lieblichen Zauberlicht umflossen,

Das durch wankende Blütenzweige zittert,

Adelaide!

In der spiegelnden Flut, im Schnee der Alpen,

In des sinkenden Tages Goldgewölke,

Im Gefilde der Sterne strahlt dein Bildnis,

Adelaide!

Abendlüftchen im zarten Laube flüstern,

Silberglöckchen des Mais im Grase säuseln,

Wellen rauschen und Nachtigallen flöten,

Adelaide!

Einst, o Wunder! entblüht auf meinem Grabe,

Eine Blume der Asche meines Herzens.

Deutlich schimmert auf jedem Purpurblättchen:

Adelaide!

## Rezeption
Erst am 4. August 1800 schickte Beethoven seine Vertonung an Friedrich von Matthisson und dankte ihm nachdrücklich für das Gedicht: „Die Dedikation betrachten Sie theils als ein Zeichen des Vergnügens, welches mir die Komposition Ihrer A. gewährte, theils als ein Zeichen meiner Dankbarkeit und Hochachtung für das Seelige Vergnügen, was mir ihre Poesie überhaupt immer machte und noch machen wird.“. Matthisson lobt seinerseits in den Anmerkungen zur Ausgabe letzter Hand seiner Schriften Beethovens Vertonung: „Mehrere Tonkünstler beseelten diese kleine lyrische Phantasie durch Musik, keiner aber stellte, nach meiner innigsten Ueberzeugung, gegen die Melodie den Text in tiefere Schatten, als der geniale Ludwig von Beethoven zu Wien.“ Das Werk war im 19. und 20. Jahrhundert sehr populär und wurde wiederholt neu herausgegeben. Verschiedene Komponisten, darunter Sigismund Thalberg und Franz Liszt, der allein drei Versionen des Liedes herausgebracht hat, bearbeiteten das Lied für Solo-Klavier.